# Franz Roth
Franz Roth (Memmingen, 27 april 1946) is een voormalig Duits profvoetballer die bijna zijn gehele carrière bij Bayern München speelde. Hij werd "Bulle" (stier) genoemd vanwege zijn fysieke speelstijl en harde schot.

## Clubcarrière
Roth begon met voetballen bij amateurclub TSV Bertoldshofen en vertrok in 1964 naar SpVgg Kaufbeuren. Daar werd hij op 20-jarige leeftijd opgemerkt door Alexander Kotter die anderhalf jaar daarvoor ook Gerd Müller ontdekte. Roth werd in 1966 door Kotter naar Bayern München gehaald en speelde daar vervolgens bijna zijn gehele carrière. Op het veld stond hij vooral bekend vanwege zijn fysieke spel. Bayern-trainer Zlatko Čajkovski verklaarde: "Wir haben einen mit Kraft wie Stier." (We hebben er een met de kracht van een stier). Franz Beckenbauer corrigeerde hem meteen: "In Bayern heißt das Bulle." (In Beieren heet dat een bulle). Zo ontstond toevalligerwijs zijn bijnaam.
Hij zou vooral beroemd worden vanwege enkele belangrijke doelpunten die hij maakte in de Europese hoofdtoernooien. Een jaar na zijn komst scoorde hij de enige goal in de Europacup II-finale tegen Glasgow Rangers. In de 108e minuut maakte hij het bevrijdende "gouden" doelpunt die Bayern München de eerste Europese titel opleverde. Tijdens de Europacup I-finale in 1975 maakte hij tegen de Engelse landskampioen Leeds United het openingsdoelpunt. Toen de Engelsen meer druk gingen zetten sloeg Gerd Müller toe en bepaalde hij de eindstand op 2-0. Het daaropvolgende jaar stond Bayern wederom in de Europacup I-finale, ditmaal kwam het tegenover de Franse landskampioen AS Saint-Étienne te staan. Opnieuw hield Roth zijn zenuwen onder bedwang en wist hij het enige doelpunt van de wedstrijd te maken. In de 57e minuut maakte de vrijetrappenspecialist de 1-0 die Bayern de derde Europacup I op rij opleverde. Het leverde hem de bijnaam "Mister Europacup" op. Maar het bleef niet alleen bij Europese hoofdprijzen, met Bayern won hij ook nog driemaal de DFB-Pokal en werd hij viermaal landskampioen. Hij bleef nog twee seizoenen spelen bij der Rekordmeister om vervolgens naar het Oostenrijkse SV Casino Salzburg te vertrekken. Bij deze club liep hij in 1978 een gescheurde achillespees op die uiteindelijk zijn carrière beëindigde.

## Interlandcarrière
In het West-Duitse elftal kon hij zijn clubprestaties nooit evenaren, hij speelde slechts viermaal in het shirt van Die Mannschaft. Zijn debuut maakte hij in 1967 tijdens de kwalificatie voor het EK voetbal 1968 tegen Joegoslavië (3-1-overwinning). Daarnaast speelde Roth nog drie vriendschappelijke wedstrijden in 1970.

## Privéleven
Roth was jarenlang gehuwd, tot zijn echtgenote in 2007 aan kanker overleed. Hij heeft een sportzaak "Sportmode Franz Roth" in Bad Wörishofen en Marktoberdorf.

## Erelijst
- Europacup I: 1974, 1975 en 1976
- Europacup II: 1967
- Wereldbeker: 1976
- Bundesliga: 1969, 1972, 1973 en 1974
- DFB-Pokal: 1967, 1969, 1971
- Silbernes Lorbeerblatt: 1967